# Matlapita
Matlapita är en ort i Mexiko.   Den ligger i kommunen San Martín Chalchicuautla och delstaten San Luis Potosí, i den sydöstra delen av landet, 220 km norr om huvudstaden Mexico City. Matlapita ligger 229 meter över havet och antalet invånare är 144.
Terrängen runt Matlapita är huvudsakligen kuperad, men österut är den platt. Runt Matlapita är det ganska tätbefolkat, med 80 invånare per kvadratkilometer. Närmaste större samhälle är Tamazunchale, 16,0 km sydväst om Matlapita. I omgivningarna runt Matlapita växer huvudsakligen savannskog.